# Köstritzer Schwarzbierbrauerei
La Köstritzer Schwarzbierbrauerei GmbH est une brasserie à Bad Köstritz.

## Histoire
En 1543, la brasserie est mentionnée pour la première fois dans le soi-disant registre des intérêts héréditaires sous le nom de "Köstritzer Erbschenke", ce qui en fait l'une des plus anciennes brasseries d'Allemagne. Les comtes de la maison Reuss reprennent la brasserie en 1696 et la rebaptisent « ritterschaftliche Gutsbrauerei ». Depuis 1806, la brasserie est autorisée à utiliser le titre de « Fürstliche Brauerei », puisque les chevaliers de la famille Reuss sont élevés au rang de princes. En 1811, 6 400 hectolitres de différents types de bière sont produits et vendus jusqu'à Berlin, Dresde, Magdebourg ou Francfort-sur-le-Main.
Il est transmis par Johann Wolfgang von Goethe, qui vivait à Weimar, au moment où il s'intéresse principalement aux bières de différents types, y compris les brasseries de Köstritz et d'Oberweimar.
En 1829, l'entreprise et 15 autres bâtiments de Köstritz brûlent. La brasserie est reconstruite dans l'aile ouest du château. En 1872, l'inspecteur agricole et plus tard entrepreneur Rudolf Zersch loue les domaines reussiens de Köstritz, Dürrenberg et Hartmannsdorf et en 1875 la brasserie princière Köstritz. Cette dernière est d'abord agrandie sous la direction du maître brasseur Carl Holomoucky dans le château et dans d'autres installations de production à Köstritz.
Les variétés de Köstritzer Schwarzbier et la bière blonde Blume des Elsterthales sont désormais produites. Du XIXe siècle à la première moitié du XXe siècle, la Schwarzbier se voit attribuer un effet bénéfique pour la santé. La brasserie envoie des conteneurs de Blume des Elsterthales à Otto von Bismarck le jour de son anniversaire. En 1896, la brasserie a une capacité de 40 000 hl et produit 25 000 hl de bière par an, dont 12 000 hl de Schwarzbier. Entre 1906 et 1908, Zersch fait construire un nouveau bâtiment en brique à Köstritz. 
Après la Seconde Guerre mondiale, la brasserie est expropriée en octobre 1948 et transformée en VEB Köstritzer Schwarzbierbrauerei. Pendant la République démocratique allemande, la brasserie de Köstritz est l'une des rares entreprises à produire des bières destinées à l'exportation. La bière est exportée en RFA de 1956 à 1976, puis dans toute l'Europe de l'Est jusqu'à la chute du mur de Berlin. La brasserie est entièrement reconstruite entre 1979 et 1990.
La brasserie devient privée en 1991 et fortement modernisée jusqu'en 1993. En 1993, la société établit "Köstritzer Schwarzbier" comme sa marque la plus importante sur le marché allemand. En 1989, environ 12 000 hl de Schwarzbier sont brassés. La brasserie a plus que quintuplé sa production totale entre 1991 (145 000 hl) et 2005 (879 000 hl).
Köstritzer organise la Köstritzer Schwarzbiernacht une fois par an de 1993 à 2013 à Gera et de 1999 à 2016 à Iéna. De plus, le festival de musique Schwarzbiernacht a lieu dans le parc du château de Moritzburg depuis 2015.

## Production
Outre la «Köstritzer Schwarzbier», la production comprend désormais également la « Köstritzer Edel Pils », la « Köstritzer Spezial Pils », la « Köstritzer Kellerbier » et les panachés « Köstritzer bibop » et « Köstritzer Edelpils Radler ». Suivant la tendance de la bière artisanale, la bière ambrée, la Witbier et la Red Lager sont récemment arrivées sur le marché. Les boissons mixtes à la bière "Kellerbier-Limette" et "Schwarzbier-Kirsche" sont produites depuis début 2019. Les bières sont désormais exportées dans plus de 50 pays.
Köstritzer est le leader du marché en Allemagne dans le domaine des bières noires à fermentation basse avec une part de marché de 31%. Le panaché Bibop, introduit en 2002, se classe deuxième parmi les marques de mélanges de bières au cola en Allemagne de l'Est avec un chiffre d'affaires de 41 712 hl.